# Pierre Longue (Batz-sur-Mer)

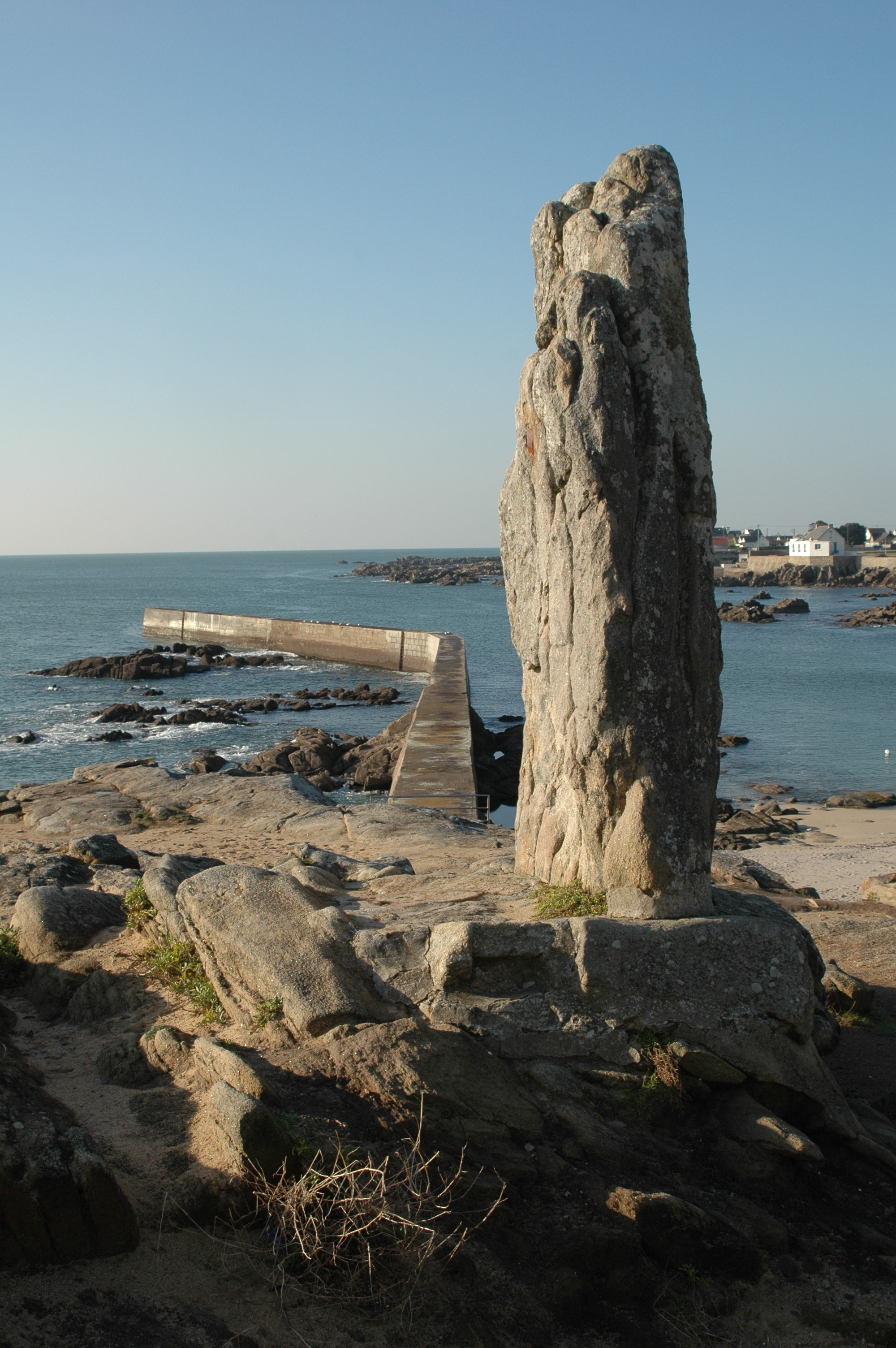
Pierre Longue am Strand von Saint-Michel in Batz-sur-Mer

Der Pierre Longue oder Menhir von Saint-Michel ist ein Menhir auf den Klippen, die den Hafen von Saint-Michel in Batz-sur-Mer im Département Loire-Atlantique in Frankreich begrenzen.

## Beschreibung
Der 2,4 Meter hohe Stein war früher ein Seezeichen für die Küstenschifffahrt. Er steht auf einem Fels, der Teufelsgrab genannt wird und das Teufelsloch bedeckt. 1894 wurde er begradigt, nachdem ein Sturm ihn verkippt hatte. 
Der Legende nach wurde von einem Kind oder einem Salzarbeiter ein Schatz an seinem Fuß begraben, nachdem er in der Grotte der Korrigans (Feen) an der wilden Küste von Pouliguen gestohlen wurde.
Bis in die 1880er Jahre war es Tradition, dass die jungen Mädchen des Dorfes um den 15. August herum den Menhir umrundeten und in Liedern den Langen Stein um Hilfe bei der Verwirklichung ihrer Pläne baten, insbesondere im Bezug auf eine Ehe. Wenn eine der Tänzerinnen unglücklicherweise den Stein berührte, würde sie die nächsten zwei Jahre nicht heiraten.
In der Nähe steht der Pierre Longue von Le Croisic.